# Bodianus bathycapros
Bodianus bathycapros е вид бодлоперка от семейство Labridae. Видът не е застрашен от изчезване.

## Разпространение и местообитание
Разпространен е в САЩ.
Среща се на дълбочина от 165 до 256 m.

## Описание
На дължина достигат до 45,6 cm.